# Porricondyla microcera
Porricondyla microcera är en tvåvingeart som först beskrevs av Jean-Jacques Kieffer 1901.  Porricondyla microcera ingår i släktet Porricondyla och familjen gallmyggor.
Artens utbredningsområde är Frankrike. Inga underarter finns listade i Catalogue of Life.